# Operació ternària
Intuïtivament, una operació ternària és aquella operació matemàtica, definida per un operador que necessita tres operands o arguments als quals associa un resultat.
Formalment, donats quatre conjunts A, B, C i D, una operació ternària és una aplicació que assigna a cada terna de valors a de A, b de B i c de C un únic valor d de D, que podem representar com:
{\displaystyle {\begin{array}{cccl}\perp \colon &A\times B\times C&\longrightarrow &D\\&(a,b,c)&\longmapsto &\perp (a,b,c)\end{array}}}
Per exemple, donat l'espai euclidià tridimensional sobre {\displaystyle \mathbb {R} }, podem assignar una distància d a cada punt de coordenades (x,y,z) si definim l'operació ternària D:
{\displaystyle {\begin{array}{rccl}D:&\mathbb {R} \times \mathbb {R} \times \mathbb {R} &\to &\mathbb {R} \\&(x,y,z)&\to &D(x,y,z)=d\end{array}}}
amb què assignem a cada terna de valors (x,y,z) un valor d que és la distància a l'origen de coordenades del sistema, i que en aquest cas ve donada per l'expressió:
{\displaystyle d={\sqrt {(x^{2}+y^{2}+z^{2})}}}